# ملکه اهریمنی
ملکه اهریمنی (به انگلیسی: The Serpent Queen) یک مجموعه تلویزیونی درام تاریخی ساخت آمریکا، درباره زندگی کاترین مدیچی، ملکه فرانسه در قرن شانزدهم است که توسط سامانتا مورتون به تصویر کشیده شده است. این سریال توسط جاستین هیث ساخته شده و بر اساس کتاب غیرداستانی کاترین دو مدیچی: ملکه رنسانس فرانسه نوشته لئونی فریدا در سال ۲۰۰۴ است. سریال ملکه اهریمنی در ۱۱ سپتامبر ۲۰۲۲ از شبکه استارز پخش شد. در اکتبر ۲۰۲۲ شبکه استارز این سریال را برای فصل دوم تمدید کرد که در ۱۲ ژوئیه ۲۰۲۴ به نمایش درآمد. در اکتبر ۲۰۲۴ پس از دو فصل لغو شد.

## طرح
این سریال داستان کاترین دو مدیچی را دنبال می‌کند که در چهارده سالگی وارد دربار والوا فرانسه شده و با شاه‌زاده ازدواج می‌کند و انتظار می‌رود که ثروت زیادی به‌صورت جهیزیه به‌همراه دشاته باشد و وارثی برای تاج و تخت فرانسه به بار آورد. با وجود چالش‌های فراوان، یک عمر مانور سیاسی هوشمندانه به او اجازه داد تا به مدت ۳۰ سال به عنوان ملکه بر فرانسه حکومت کند.

## بازیگران و شخصیت‌ها
- سامانتا مورتون در نقش کاترین مدیچی، ملکه فرانسه
  - لیو هیل (فصل ۱) در نقش کاترین جوان، دوشس ( دوشسینا) اوربینو
- آمریتا آکاریا در نقش آبیس، زنی کولی که از همراهان کاترین جوان است
- روبی بنتال در نقش آنجلیکا، دختر یک عطرساز مشهور که کاترین را در سفر به فرانسه همراهی می‌کند
- بری آتسما (فصل ۱) و الکساندر ویلوم (فصل ۲) در نقش مونت‌مورنسی، عضو شورای خصوصی شاه فرانسیس و بعدها ژنرال پاسبان فرانسه
- انزو چیلنتی در نقش کوزیمو روگری، فالگیر ایتالیایی که توسط کاترین به فرانسه آورده شد.
- سنیا نانوا (فصل ۱) و اما مک‌دونالد (فصل ۲) در نقش رحیمه، خدمتکار جدید کاترین که به جایگاه قدرتمندی در دربار می‌رسد
- کیرونا استامل در نقش ماتیلد (فصل ۱)، خدمتکار کوتوله کاترین
- نیکلاس برنز در نقش آنتوان دوبوربون، پسر بزرگ چارلز دوبوربون
- بث گدارد در نقش آنتوانت دو گیز، همسر کلود، مادر فرانسوا و چارلز، و مادربزرگ مری، ملکه اسکاتلند
- رضا جافری در نقش فرانسیس، دوک گیز، پسر بزرگ کلود دو گیز
- دنی کیرین در نقش لویی دوبوربون، برادر کوچکتر آنتوان
- ری پانتاکی در نقش چارلز، کاردینال دو گیز، برادر کوچکتر دوک دو گیز
- انگس ایمری در نقش هنری ناوار، بعدها هنری چهارم (فصل ۲)،[۴] پسر آنتوان دو بوربون و ژان دالبرت
- بیل میلنر در نقش چارلز نهم (فصل ۲)،[۴] پسر دوم کاترین و هنری دوم، و پادشاه فرانسه
  - جردن بیگوت و اینگوه سانچز بیوته در فصل اول، چارلز جوان را به تصویر می‌کشند.
- استنلی مورگان در نقش دوک آنژو، بعدها هنری سوم (فصل ۲)، [۴] پسر کاترین و هنری دوم و برادر کوچکتر چارلز نهم
- فیلیپین ولگه در نقش مارگو (فصل ۲)،[۴] کوچکترین دختر کاترین و هنری دوم